# Honingorchis
De honingorchis (Herminium monorchis) is een vaste plant, die behoort tot de orchideeënfamilie. De soort staat op de Nederlandse Rode Lijst van planten als zeer zeldzaam en zeer sterk afgenomen. De plant is in Nederland ook wettelijk beschermd. De plant komt van nature voor in Eurazië.
De plant wordt 8-30 cm hoog. De twee tot drie bladeren zijn langwerpig tot lijnlancetvormig. De plant vormt één kogelronde knol.
De honingorchis bloeit in juni en juli met naar honing geurende, groengele bloemen. De buitenste bloemdekbladen zijn 2,5-3 mm en de binnenste circa 3,5 mm lang. De bloeiwijze is een lange aar, waarop de bloemen tamelijk dicht bij elkaar staan.
De vrucht is een met overlangse spleten openspringende (dehiscente) doosvrucht en bevat veel stoffijn zaad. Het kiempje is omsloten door een los fijnmazig netzakje. Het fijne zaad bevat geen reservevoedsel en kiemt alleen als een wortelschimmel (mycorrhiza) het zaad binnen dringt.
De plant komt in Nederland aan de kust tussen het gras in de duinen voor op natte tot vochtige, kalkhoudende zandgrond.

## Externe link

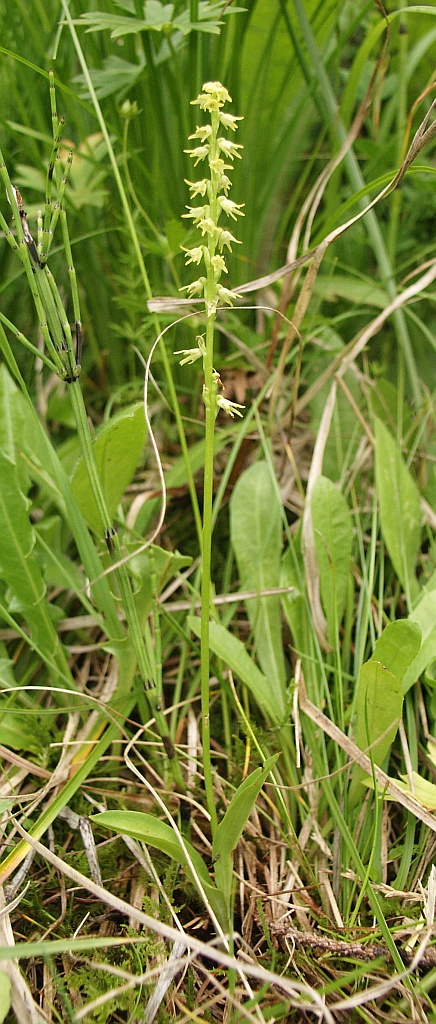